# Criorhina talyshensis
Criorhina talyshensis är en tvåvingeart som först beskrevs av Stackelberg 1960.  Criorhina talyshensis ingår i släktet pälsblomflugor, och familjen blomflugor. Inga underarter finns listade i Catalogue of Life.